# Zambézi kócsag
A zambézi kócsag (Egretta vinaceigula) a madarak (Aves) osztályának a gödényalakúak (Pelecaniformes) rendjébe, ezen belül a gémfélék (Ardeidae) családjába és a gémformák (Ardeinae) alcsaládjába tartozó gázlómadár.

## Előfordulása
Botswana, a Dél-afrikai Köztársaság, a Kongói Demokratikus Köztársaság, Mozambik, Namíbia, Zambia és Zimbabwe területén honos.

## Megjelenése
Testhossza 45-60  centiméter. Tollazata sötét kékesszürke.